# 安順 (大字)
安順，原稱為安順藔，是臺灣臺南市安南區的一個傳統地域名稱，位於該區中部偏東，並分別向南、北延伸至邊界。相較於今日行政區，其範圍大致包括布袋里、長安里不含西北部及西南部、總頭里、原佃里東端、順安里、鳳凰里東部、安慶里不含東部南側三角地帶、安東里西南部、安西里、安和里西南端、溪北里、溪頂里。
本地區境內主要聚落為溪頂藔、下安順藔、頂安順藔、總頭藔、布袋嘴藔、新藔，設有瀛海高中、長安國小。

## 歷史
台灣日治初期，安順地區為一街庄，稱為「安順藔庄」（舊制街庄），隸屬於外武定里。該庄昔日北與公親藔庄、六塊藔庄為鄰，東與和順藔庄為鄰，南邊隔鹽水溪與六甲頂庄、鄭仔藔庄為界，西邊為溪心藔庄。
1901年（日治明治三十四年）11月11日，全台廢縣廳改設二十廳，該庄隸屬於臺南廳。1904年（明治三十七年）3月31日，該庄編入「外武定區」，隸屬於臺南廳。1909年（明治四十二年）10月25日，全台合併二十廳為十二廳，外武定區仍隸屬於臺南廳。1920年（大正九年）10月1日，全台地方制度大改正，廢十二廳改設五州二廳，該庄改制並簡化為「安順」大字，隸屬於臺南州新豐郡安順庄（新制街庄）。
戰後安順庄改制為安順鄉，隸屬於臺南縣，大字亦改制為村。1946年（民國35年）3月10日，安順鄉併入省轄臺南市，改制並改名為安南區，村亦改制為里。2010年（民國99年）12月25日，臺南縣、市合併為直轄臺南市，安南區仍隸屬於臺南市。

## 聚落
本地區發展較早的聚落為溪頂藔、下安順藔、頂安順藔、總頭藔、布袋嘴藔、新藔，在日治初期的官方地圖上已有記載。

## 交通
省道台19線又稱「中央公路」，是彰化至永康的幹道，經過本地區東南部的溪頂藔聚落。由該道路北行可前往安定區西部、西港區、佳里區、學甲區等地；南行可前往永康區西部，並止於六甲頂地區的省道台1線轉角路口。
市道178號是中崙（實際起點長安）至大匏崙的道路，經過本地區西北部邊界地帶。由該道路西行可前往公親寮地區及溪心寮地區交界地帶的台17甲線路口；東行可前往安定區、善化區、山上區西北端、大內區，並止於省道台84線（東西向快速公路－北門玉井線）二溪交流道西北側。

## 學校
- 瀛海高中
- 長安國小

## 公務機關
- 臺南市政府警察局第三分局安順派出所